# Kaitlyn Ashley
Kaitlyn Ashley (Fort Lauderdale, Florida; 29 de junio de 1971) es una ex actriz pornográfica estadounidense. Es miembro del Salón de la fama de AVN.

## Industria del porno
Ashley entró en la industria porno con su esposo, Jay Ashley, en abril de 1993, tras su regreso de ocho meses de servicio activo como marino en Somalia y su traslado a California. Su primera aparición en pantalla fue en Beach Bum Amateurs 32.
Su carrera duró de 1993 hasta 1999, con alguna pequeña aparición posterior. En total trabajó en más de 300 películas. Ashley agradeció públicamente a Nina Hartley y a Debi Diamond los consejos y el apoyo que le prestaron durante sus cuatro años de carrera.

## Premios
- 1994 Premio AVN, Mejor actriz de reparto.
- 1995 Premio AVN, Mejor intérprete Femenina.
- Salón de la fama de AVN